# Tanaostigmodes ajax
Tanaostigmodes ajax är en stekelart som först beskrevs av Girault 1915.  Tanaostigmodes ajax ingår i släktet Tanaostigmodes och familjen Tanaostigmatidae. Inga underarter finns listade i Catalogue of Life.